# Bethany Firth
Bethany Charlotte Firth, MBE (Seaforde, 14 de febrer de 1996) és una nedadora d'Irlanda del Nord que competeix per la Gran Bretanya des del 2014. Anteriorment havia competit per Irlanda. Va ser medallista d'or paralímpica en quatre ocasions. Va guanyar l'or en la seva especialitat, els 100 metres d'estil esquena, per a Irlanda en els Jocs Paralímpics d'Estiu de 2012 i per a Gran Bretanya en els Jocs Paralímpics d'Estiu de 2016; així com en els 200 metres d'estils i els 200 metres d'estil lliure per a Gran Bretanya en els Jocs de 2016, en què va ser la paralímpica amb més èxit de la nació amb tres medalles d'or i una medalla de plata. Competeix a la classe S14 per a atletes amb discapacitat intel·lectual.

## Biografia
Bethany Charlotte Firth va néixer el 14 de febrer de 1996 a Seaforde, al Comtat de Down, a Irlanda del Nord. El seu pare Peter és un mestre i antic ministre de l'església, i la seva mare Lindsey és una infermera especialitzada. És cristiana i membre de la Christian Fellowship Church. Firth va ser educada a l'Escola Longstone de Dundonald.
Firth té un trastorn d'aprenentatge que li causa pèrdua de memòria a curt termini. Per tant, competeix en la classe S14 .

## Carrera de natació
El 31 d'agost de 2012, Firth va guanyar, competint per Irlanda en els seus primers Jocs Paralímpics, una medalla d'or en els Jocs Paralímpics de 2012 de Londres, en la final dels 100 metres d'estil esquena de la classe S14. Firth, amb dificultats d'aprenentatge, havia estat nedant durant només tres anys.
Firth va guanyar tres medalles de plata en el Campionat Mundial de Natació IPC 2013.
Més endavant, en el mateix any, va anunciar la seva intenció de canviar d'equip nacional i nedar per l'Equip GB (Gran Bretanya), en lloc del d'Irlanda, després d'un període sense competir, ja que, segons va afirmar l'"Equip GB té altres nedadors de classe S14 que tenen discapacitats d'aprenentatge amb els quals em puc relacionar." A l'any següent, va representar Irlanda del Nord en els Jocs de la Commonwealth de 2014, competint en set ocasions contra atletes sense discapacitat.
El març de 2015, Firth va superar el rècord mundial dels 100m estil braça de la classe S14 en classificar-se per al Campionat Mundial IPC d'aquell any. Firth no va poder competir en el Campionat Mundial després de patir una fractura en el canell durant l'entrenament, uns dies abans de la competició.
El 26 d'abril de 2016, Firth va establir en les proves classificatòries pels Jocs Paralímpics d'Estiu de 2016 a Rio, un nou rècord mundial en els 200 metres d'estil lliure de la classe S14. A més, quan va competir en la Trobada Parainternacional Britànica a Glasgow, va registrar un temps de 2:03:70.
El 8 de setembre de 2016, Firth va defensar el títol que havia guanyat l'any 2012 en els 100m d'estil esquena de la classe S14 en els Jocs Paralímpics d'Estiu 2016 a Rio de Janeiro. Ho va fer guanyant en un temps rècord mundial de 1:04:05, competint per a l'Equip GB.
Firth va ser nomenada membre de l'Ordre de l'Imperi Britànic (MBE) en els Honors d'Any Nou 2017 pel seu servei a la natació. A més, la BBC va afegir Firth en la seva llista anual de les 100 dones més inspiradores i influents de tot el món.